# Visseiche
Visseiche (bret. Gwisec'h) – miejscowość i gmina we Francji, w regionie Bretania, w departamencie Ille-et-Vilaine.
Według danych na rok 1990 gminę zamieszkiwało 689 osób, a gęstość zaludnienia wynosiła 43 osoby/km² (wśród 1269 gmin Bretanii Visseiche plasuje się na 725. miejscu pod względem liczby ludności, natomiast pod względem powierzchni na miejscu 621.).